# La Codosera
La Codosera – gmina w Hiszpanii, w prowincji Badajoz, w Estramadurze, o powierzchni 69,63 km². W 2011 roku gmina liczyła 2337 mieszkańców.